# 茲拉塔·奧格涅維奇
兹拉塔·列昂尼迪芙娜·奧格涅維奇（1986年1月12日—），原名因娜·博爾久赫，乌克兰歌手、政治人物，曾获2013年欧洲歌唱大赛季军。2014年当选乌克兰最高拉达议员，一年后称因目睹了官员腐败而辞职。

## 備注
1. ↑  烏克蘭語羅馬化：Zlata Leonidivna Ognievich
2. ↑  烏克蘭語：，羅馬化：Inna Bordiuh